# Invasión de Yugoslavia
La Invasión de Yugoslavia, llamada «Operación 25» por las fuerzas del Eje, fue la campaña contra el Reino de Yugoslavia que tuvo lugar en abril de 1941, durante la Segunda Guerra Mundial. La invasión concluyó  once días después de iniciada, cuando el 17 de abril el Ejército Real Yugoslavo se rindió incondicionalmente. El país fue ocupado inmediatamente y desmembrado. De parte de su territorio surgieron nuevos países con gobiernos afines al Eje, como el Estado Independiente de Croacia o el Estado Independiente de Montenegro.
La campaña se preparó a toda prisa después de que Hitler decidió aplastar al país tras el golpe de Estado del 27 de marzo que parecía haber anulado la adhesión yugoslava al Pacto Tripartito dos días antes. Los intentos del nuevo gobierno, supuestamente partidario de los aliados, de apaciguar al canciller alemán resultaron vanos y los preparativos del Eje para invadir el país continuaron. El ataque comenzó con un duro bombardeo a la capital yugoslava el 6 de abril, que causó varios miles de muertos, desbarató la fuerza aérea yugoslava y extendió el caos en las defensas de esa nación. No hubo declaración de guerra previa. Las principales unidades invasoras partieron de Rumanía, Austria y Bulgaria y tuvieron como objetivo fundamental aislar a Yugoslavia de Grecia y de las unidades británicas allí destacadas, y cercar Belgrado. Alemania atacó a la vez Grecia. Al día siguiente, ante el ataque del Eje, Yugoslavia declaró la guerra a Italia y a Alemania. Inmediatamente las fuerzas armadas yugoslavas, mal preparadas para repeler el ataque, se vieron en graves dificultades, aumentadas por la renuencia de gran parte de los reclutas no serbios, especialmente de los croatas, a resistir el ataque.
En el sur las fuerzas yugoslavas lograron resistir durante cinco días, pero el 11 de abril los alemanes consiguieron tomar contacto con las unidades italianas que avanzaban desde Albania. Dos días más tarde, entraron a la capital yugoslava. Para entonces, el frente norte ya había cedido y el 10 los alemanes habían entrado en Zagreb. El mismo día, los ustachas proclamaron un nuevo Estado croata con el beneplácito alemán y el Gobierno central perdió el control de Eslovenia. Los italianos avanzaron en Eslovenia y a lo largo de la costa, días después del comienzo de la campaña, y el 17 capturaron Kotor y los restos de la flota yugoslava.
La victoria del Eje llegó pronto, tan solo once días después del comienzo de la campaña. La decisión del alto mando yugoslavo no ayudó a resistir el embate, ya que ordenó a su ejército defender el país desde todas sus fronteras, algo difícil de lograr si se considera la mayor calidad de las fuerzas alemanas. Medio movilizado, mal pertrechado y superado en número, el Ejército yugoslavo fue derrotado por el enemigo a pesar de lograr alguna victoria local. La superioridad de la fuerza aérea y acorazada alemana y la movilidad de sus unidades consiguieron llevar a cabo la operación relámpago que Hitler había ordenado pocos días antes. Los alemanes vencieron a un enemigo que desplegó más de un millón de soldados y sufrieron escasísimas bajas en una campaña de doce días.
El Gobierno yugoslavo se retiró a Bosnia, más tarde a Montenegro y el 19 de abril partió a Atenas, donde ya se hallaba el soberano. Un día después los alemanes impusieron la rendición incondicional. Yugoslavia fue dividida entonces en varias zonas de ocupación y su territorio se repartió entre Alemania, Italia, Hungría, Bulgaria y el nuevo Estado croata.
Las estadísticas marcan un saldo de al menos doscientos veinte mil civiles muertos en todo el territorio yugoslavo y miles de millones de dólares en perdidas económicas.

## Antecedentes

### Complicada neutralidad
Al estallar la Segunda Guerra Mundial, Yugoslavia se declaró neutral. Con una población generalmente favorable a los Aliados, el Gobierno tuvo que sopesar, sin embargo, la importancia y cercanía de las potencias del Eje. Alemania toleró el mantenimiento de la neutralidad yugoslava a cambio de una creciente sumisión económica, mal vista por Gran Bretaña y Francia. El objetivo alemán en la zona hasta 1940 era mantener la paz para seguir recibiendo de ella las materias primas que resultaban cruciales para su industria de guerra, especialmente el petróleo rumano que se transportaba por el Danubio hasta el Reich. La entrada en guerra de Italia, con la que tradicionalmente Belgrado mantenía malas relaciones, el 10 de junio de 1940 complicó la posición yugoslava. El veto hitleriano a un ataque a Yugoslavia hizo que Mussolini se decidiese a arremeter contra Grecia con el objetivo de extender su influencia en los Balcanes.
El inicio de la guerra Greco-Italiana a finales de octubre de 1940, a la que se opuso en vano el alto mando italiano, llevó el conflicto a los Balcanes. El Ejército real griego sorprendió al mundo, no sólo al detener al Ejército italiano, sino al hacerlo retroceder a Albania, en aquel entonces ocupada por Italia, durante la segunda semana de noviembre. Hitler estaba en aquel momento preparando la operación Barbarroja, la invasión de la Unión Soviética, que debía iniciarse en mayo de 1941. La llegada de la Real Fuerza Aérea Británica en apoyo de Grecia lo alarmó, puesto que desde las bases aéreas de donde salían los aviones británicos para entregar suministros a los griegos también podían bombardear los pozos petrolíferos de Rumania. Ante la amenaza a sus planes de campaña en el este, los alemanes decidieron invadir Grecia, para lo que necesitaban permiso de yugoslavos y búlgaros, cuyos países debían cruzar para alcanzar la península helena. Esta decisión complicó aún más el mantenimiento de la neutralidad yugoslava. En su entrevista con el ministro de Asuntos Exteriores yugoslavo el 28 de noviembre, Hitler expresó su intención de intervenir en Grecia, su deseo de que Yugoslavia se adhiriese al Pacto Tripartito y su disposición a ceder Salónica a Yugoslavia a cambio de su ayuda en la campaña, pero no logró convencer a los yugoslavos. La participación yugoslava interesaba a los mandos alemanes por la ausencia de ferrocarriles entre Bulgaria y Grecia, lo que convertía a la línea Salónica-Belgrado en interesante para el rápido despliegue alemán y la retirada de las fuerzas para poder participar después en la invasión de la URSS. Una nueva reunión con representantes yugoslavos el 14 de febrero volvió a saldarse con una falta de acuerdo.

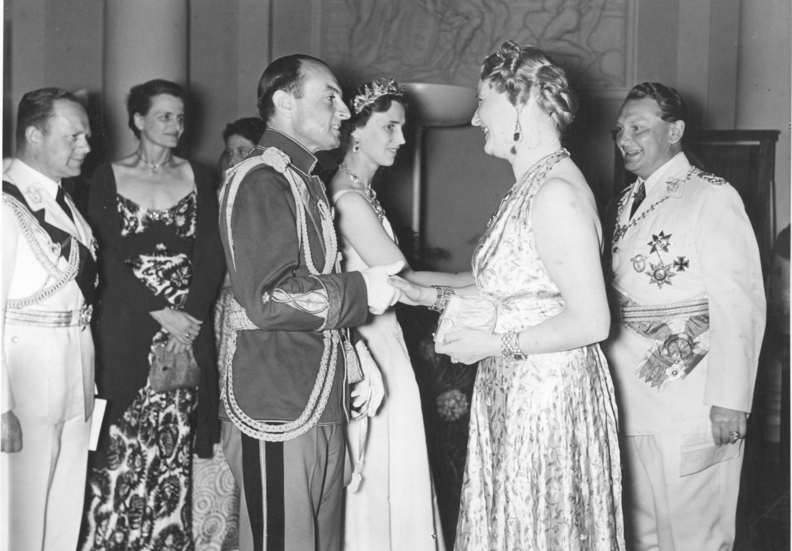
El regente yugoslavo, príncipe Pablo Karađorđević (centro), que trató de resistir infructuosamente la presión alemana para alinear la política yugoslava a la germana. Acabó accediendo a firmar el Pacto Tripartito, pero fue inmediatamente depuesto por un golpe militar.

Preparándose para intervenir en Grecia, Hitler había logrado que Hungría, Rumania y Bulgaria (esta última tardíamente, el 1 de marzo de 1941) se unieran a las Fuerzas del Eje mediante distintos pactos de alianza. La entrada del 12.º Ejército alemán en Bulgaria para participar en el asalto a Grecia también aumentó la amenaza militar a Yugoslavia. En el grupo de nuevos aliados solamente faltaba Yugoslavia, y Hitler trató de atraerla también mediante la diplomacia. La desesperada situación externa (sin aliados efectivos en la región) e interna (tensiones nacionalistas, inestabilidad del Gobierno, imposibilidad de defender eficazmente las fronteras y las regiones más industriales...) acabaron convenciendo al regente Pablo de la conveniencia de aceptar las propuestas alemanas. Los intentos de obtener ayuda efectiva de Gran Bretaña o de los Estados Unidos resultaron infructuosos. Al aumento de la presión alemana para que el país se uniese al Eje para facilitar la campaña contra Grecia en febrero le siguieron renovados, pero inútiles intentos yugoslavos por obtener ayuda militar de británicos y estadounidenses. El 4 de marzo, en una reunión del regente con Hitler, aquel se mostró más dispuesto a contemplar la rúbrica del Pacto, pero no a permitir el paso de tropas alemanas por su territorio, condición que el canciller alemán aceptó con el convencimiento de que no se aplicaría.
El 27 de febrero, Yugoslavia había tratado de contrarrestar parcialmente la presión alemana suscribiendo un tratado de amistad con Hungría, que también deseaba el acuerdo con Yugoslavia como medio de enlace con los Aliados y contrapeso a la creciente influencia germana en Budapest. El alto mando húngaro, por el contrario, se había mostrado favorable en el verano de 1940 a participar en posibles operaciones militares contra Yugoslavia, a pesar del rechazo del primer ministro Pál Teleki, que había estrechado relaciones con Yugoslavia en octubre. La promesa de concesiones territoriales a costa de Yugoslavia, sin embargo, logró convencer al regente Miklós Horthy de colaborar con Alemania; Teleki se suicidó en protesta el 3 de abril, pero su sucesor al frente del Consejo de Ministros magiar, László Bárdossy, continuó los preparativos húngaros para la campaña contra Yugoslavia. El general Friedrich Paulus había llegado a Budapest el 29 de marzo para coordinar las operaciones con el mando húngaro con el permiso del regente, que lo había concedido el día anterior después de recibir el mensaje de Hitler con las promesas de territorios. Tras el suicidio de Teleki, el regente solicitó y obtuvo de los alemanes el permiso para reducir el número de tropas que debían participar en la invasión y de hacerlo únicamente cuando Yugoslavia se hubiese desintegrado por la proclamación de la independencia croata.
Ya el 5 de marzo, la embajada británica en Belgrado aconsejaba a sus ciudadanos abandonar Yugoslavia. El 12 de marzo, ante el aumento de la tensión, se llamó a filas a más de un millón de hombres. El 17 el Gobierno alemán exigió la entrega de las reservas de alimentos del Ejército yugoslavo para sus tropas estacionadas en Bulgaria. Ante los continuos titubeos yugoslavos, el ministro de Asuntos Exteriores alemán presentó un ultimátum: Alemania exigía la aclaración de la postura yugoslava para el 25 de marzo. El 24 el regente y el Gobierno se decidieron a rubricar el pacto con Alemania y el primer ministro Dragiša Cvetković y el ministro de Asuntos Exteriores partieron hacia Viena acompañados del embajador alemán. Los alemanes habían realizado concesiones para facilitar la firma yugoslava: garantizaban la soberanía e integridad yugoslavas y se comprometían a no solicitar ayuda militar durante la contienda ni a pedir el paso de sus tropas por territorio yugoslavo.

### Adhesión al Pacto Tripartito, golpe de Estado y decisión de invadir Yugoslavia

El creciente aislamiento yugoslavo en los Balcanes: la situación europea a finales de enero de 1941. En marzo Bulgaria también rubricó el Pacto Tripartito y permitió el despliegue de unidades alemanas en su territorio.

El 25 de marzo, Yugoslavia se adhirió al Pacto Tripartito en Viena, pero lo que siguió a continuación fue totalmente imprevisto. Un golpe militar serbio, encabezado por el general de aviación Dušan Simović, derrocó al regente dos días después; el general formó un nuevo gabinete y proclamó mayor de edad al joven rey Pedro II de Yugoslavia, de 17 años de edad. El regente se exilió. En Belgrado se produjeron manifestaciones a favor de los Aliados y contra Alemania; los primeros celebraron el cambio de Gobierno.
Al enterarse de este repentino cambio de gobierno que anulaba gran parte de la influencia alemana en Yugoslavia, Hitler se enfureció; a pesar de que los nuevos gobernantes de Yugoslavia accedieron a mantenerse en el Pacto Tripartito de todas maneras, esto no aplacó la ira de Hitler, pues en la práctica se había apartado del poder a las figuras más proalemanas de la política yugoslava. Hitler decidió la misma tarde del golpe invadir Yugoslavia antes de atacar Grecia y proseguir la preparación de la invasión de la Unión Soviética. El alto mando advirtió que esto conllevaría un retraso de al menos cuatro semanas del plan original contra la URSS. La invasión de Yugoslavia facilitaba, sin embargo, el ataque a Grecia, que ahora se podría realizar a través de territorio yugoslavo y evitar así las fuertes defensas griegas de la frontera greco-búlgara. Sin negociaciones diplomáticas ni ultimátum previo, las fuerzas armadas alemanas debían aplastar Yugoslavia sin misericordia en una operación relámpago según las órdenes de Hitler.
El mismo día 27, Hitler trató de recabar el apoyo húngaro y búlgaro a la invasión, que ya había sido planeada en octubre del año anterior, lo que facilitó la operación. Los alemanes contaban con obtener el respaldo de sus aliados mediante cesiones de territorio yugoslavo. El rey búlgaro Boris III rechazó el ofrecimiento y el Gobierno de Budapest se limitó a ofrecer diez brigadas que entrarían en combate el día 14, avanzada ya la campaña. Hitler ordenó al XLI Cuerpo al mando del general Reinhardt trasladarse a Timisoara, posición que debían haber ocupado los magiares en los planes originales.
Por su parte, Italia se encontraba mal preparada para afrontar las consecuencias del golpe de Belgrado: su ejército en Albania se hallaba en dificultades frente a los griegos y las tropas en la frontera italo-yugoslava habían pasado de treinta y siete divisiones en el otoño de 1940 a únicamente cinco en la primavera de 1941; Roma no esperaba la reacción de los militares yugoslavos a la firma del Pacto. Los italianos trataron de interceder a favor de los yugoslavos con Hitler para intentar evitar la invasión para la que se hallaban mal preparados, pero no lograron detener los planes del caudillo alemán. Hitler envió un memorándum a Mussolini en el que se ordenaba en la práctica el apoyo militar que el Reich esperaba de Italia: respaldo al avance desde Austria, una ofensiva a lo largo del Adriático hasta Split, la eliminación de la Armada yugoslava, defensa de Albania y más tarde una ofensiva en Macedonia. Mussolini aprobó la propuesta y ordenó al mando italiano prepararse para llevarlo a cabo.

### Preparativos militares

#### Preparativos y despliegue de las unidades del Eje

El plan de ataque alemán contra Yugoslavia. Además de la conquista de Macedonia para aislar a los yugoslavos de griegos y británicos y auxiliar a las fuerzas italianas en Albania, el plan incluía el avance a lo largo de tres ejes contra Belgrado. Las ofensivas de los aliados italianos y húngaros debían unirse a las operaciones alemanas días después del comienzo de la campaña.

Tras una noche de arduo trabajo, el Estado Mayor alemán presentó a Hitler el plan de invasión basado en las directrices recibidas el día anterior pasado el mediodía del 28 de abril. El mando de la campaña recayó en el general Maximilian von Weichs, que debía mandar el 2.º Ejército directamente, además del 1.er Grupo Panzer —parte del 12.º Ejército alemán destinado en Bulgaria— y del XLI Cuerpo Panzer.
El despliegue de las unidades encargadas del ataque a Yugoslavia comenzó el mismo día 28 de marzo. Los movimientos de tropas se dividieron en dos zonas: los de las tropas en Bulgaria pertenecientes al 12.º Ejército y enviadas originalmente allí para el ataque a Grecia, y las del nuevo 2.º Ejército, concentrado a toda prisa en la zona de Graz para el ataque desde el norte. La reorganización de las unidades del 12.º Ejército en Bulgaria se tornaron complicadas por la necesidad de ocupar rápidamente las nuevas posiciones y la mala calidad de las comunicaciones del país, acrecentada por el mal tiempo. Las unidades del 2.º Ejército tuvieron que tomarse de las que estaban destinadas a la invasión de la Unión Soviética, ya que la Wehrmacht no disponía en aquel momento de unidades libres. Esto no debía de afectar a la preparación de la operación, ya que se trataba de unidades cuyo traslado al este debía realizarse más tarde de cuando se estimaba el final de la campaña yugoslava.
En el sur, el XL Cuerpo, que debía haber participado únicamente en la campaña griega, se trasladó a Dupnica, cerca de la frontera búlgaro-yugoslava, para atacar a través de Macedonia y virar luego hacia Grecia en un movimiento que debía envolver a las defensas griegas. Le acompañaban en la posición la 73.ª División de Infantería y la 9.ª Panzer.
El 29 de marzo, se decidió sincronizar las campañas griega y yugoslava, fijándose el bombardeo de Belgrado que debía dar comienzo a esta para el día 5 de abril. Esto debía permitir a la 2.ª División Panzer evitar las defensas griegas de la Línea Metaxas gracias a la posibilidad de atravesar territorio yugoslavo. Al día siguiente, se decidió retrasar un día el bombardeo de la capital yugoslava. En total, los alemanes planeaban emplear cuarenta divisiones contra griegos y yugoslavos, además de diversas unidades aéreas con alrededor de 1400 aviones. Las unidades aéreas quedaron al mando del general Alexander Löhr. Para tomar Belgrado, el OKW había planeado un asalto simultáneo sobre la capital serbia desde tres direcciones, asignadas a tres cuerpos de ejército diferentes: uno (el 1.er Grupo Panzer) debía avanzar desde Sofía hacia Belgrado y asegurar el control del Danubio; otro (el 2.º Ejército) debía avanzar desde Austria y Hungría a lo largo del Drava y el Sava, destruir las fuerzas yugoslavas en Croacia y alcanzar luego la capital; el tercero (el XLI Cuerpo Panzer) debía marchar desde Timișoara hasta Belgrado.
En el sureste, el 12.º Ejército del mariscal List debía tomar Macedonia, cortar las comunicaciones entre yugoslavos y griegos, enlazar con las unidades italianas desplegadas en Albania y marchar hacia Belgrado con las unidades de su flanco derecho. En el norte, el 2.º Ejército de Von Weichs debía atacar desde el noroeste, ocupar parte de Croacia, apoderarse de Zagreb y continuar hacia Belgrado para ayudar en la toma de la capital. El 2.º Ejército italiano debía avanzar a lo largo de la costa desde Istria. El Ejército húngaro, por su parte, debía atacar la capital yugoslava desde el norte. Las operaciones no se realizarían simultáneamente, sino de forma escalonada: los primeros ataques se llevarían a cabo en el sureste entre el 8 y el 10 de abril y solo a partir del 12 entrarían en acción las unidades concentradas en el norte. Húngaros e italianos entrarían en combate el 14 y el 15 de abril, respectivamente. La concentración del 2.º Ejército, con unidades venidas de distintos puntos de Europa, se realizó con notable celeridad y eficiencia (en quince días) a pesar de las limitaciones que imponían los medios de transporte disponibles.
El plan ofensivo italiano cambió poco antes del comienzo de la campaña: de una ofensiva inicial en el norte se pasó a una defensa en Albania y una ofensiva tardía a lo largo de la costa y una ofensiva contra las fuerzas aéreas, los puertos y las fuerzas costeras yugoslavas. El 2.º Ejército en Istria solo atacaría una vez que las fuerzas alemanas hubiesen obtenido una victoria sustancial. El 9.º Ejército en Albania debía rechazar las posibles ofensivas yugoslavas y cubrir la retaguardia de las unidades que combatían contra los griegos. En total, los italianos destinaron veinticuatro divisiones y 666 aviones a la campaña y prepararon un plan fundamentalmente defensivo; los mandos tenían una estimación exagerada de la fuerza de las unidades yugoslavas a las que debían enfrentarse.
Los planes alemanes contemplaban inicialmente el uso de dos ejércitos húngaros, el 2.º con trece brigadas en Bačka y el Banato y el 3.º en Baranya. Las fuerzas húngaras debían atacar hacia el sur, hacia Osijek y Novi Sad y alcanzar los ríos Sava y Danubio. El acuerdo final entre los mandos alemán y húngaro, alcanzado el 5 de abril, incluía la participación húngara a partir de 14 del mes con un cuerpo mecanizado y cuatro de infantería (estos con dos divisiones cada uno) además de otras unidades menores. Estas fuerzas, englobadas en el 2.º Ejército, debían operar entre el Danubio y el Tisza. En territorio húngaro se hallaba también el XLI Cuerpo Panzer.
Bulgaria, por su parte, había descartado participar en la campaña contra Yugoslavia y Grecia, pero había permitido el despliegue de seiscientos ochenta mil soldados alemanes en su territorio. Estas fuerzas pertenecían al 12.º Ejército alemán, listo para participar en el ataque a griegos y yugoslavos. La principal tarea de las fuerzas búlgaras era asegurar la retaguardia del Eje; cinco de sus dieciséis divisiones de infantería se unieron a la 16.ª División Panzer para cubrir la frontera turca. Para el ataque a Yugoslavia desde este flanco se designó al 1.er Grupo Panzer, con tres cuerpos de ejército, parte del 12.º Ejército alemán.
Rumanía debía proteger la operación de posibles intentos soviéticos de intervención, prestar sus aeródromos a la aviación alemana que debía operar en Yugoslavia y permitir el despliegue del XLI Cuerpo Motorizado.
En total, el Eje planeaba concentrar alrededor de dos millones de soldados, noventa divisiones, dos mil aviones y otros tantos tanques contra Yugoslavia. Los preparativos se realizaron en apenas diez días y conllevaron el traslado de numerosas unidades por toda Europa para poder reunir las fuerzas asignadas a la campaña.

#### Actividades greco-yugoslavas
Ante la inutilidad de los mensajes apaciguadores que el nuevo Gobierno yugoslavo mandaba a Berlín, Simović ordenó la movilización el 29 de marzo; el 3 de abril una delegación yugoslava llegaba a Moscú para tratar de obtener un acuerdo de ayuda mutua. Los soviéticos solo se mostraron dispuestos a firmar un acuerdo de amistad y no agresión, que se rubricó finalmente el 5 de abril y no sirvió para evitar el embate del Eje contra Yugoslavia. El 1 de abril, Alemania había retirado su embajada de Belgrado.
El 3 de abril, una reunión entre el general Aléxandros Papagos, al mando del Ejército griego, los británicos y el segundo del Estado Mayor yugoslavo dejó clara la postura yugoslava: estos se negaron a concentrar el Ejército en el sur de Serbia para proteger el flanco griego (por motivos políticos, no podía dejarse Eslovenia y Croacia desprotegidas) y a atacar la retaguardia italiana en Albania. Un repliegue en el norte hubiese conllevado asimismo el abandono de las principales zonas industriales y redes de comunicación. En Macedonia, donde Papagos esperaba —correctamente— un fuerte ataque alemán para rodear la Línea Metaxas y unir los ejércitos alemán e italiano, se concentraron únicamente un cuerpo de ejército con cuatro divisiones. Los ocho ejércitos yugoslavos (alrededor de un millón de hombres), se desplegaron a lo largo de las fronteras yugoslavas, en una disposición estratégicamente errónea. La reunión no condujo a la adopción de un plan conjunto entre los tres países aliados.
La posición del Gobierno de Belgrado no era fuerte. A la posible deslealtad de parte de las tropas croatas, recelosas de los motivos del golpe militar, se añadían la bisoñez de cuatrocientos mil de las setecientas mil tropas yugoslavas que se estaban movilizando, reclutas de última hora, y la estrategia de defender todo el perímetro fronterizo, adoptada por motivos políticos para calmar las susceptibilidades eslovena y croata, que facilitaba la derrota yugoslava y griega. El plan defensivo yugoslavo, además, no se comunicó a los comandantes del frente hasta el 31 de marzo, escasos días antes del ataque alemán. El alto mando yugoslavo había tenido que desechar sus dos planes de defensa originales, diseñados en 1938 y 1940, por los cambios de las circunstancias política en la península, que perjudicaban a Yugoslavia, en mala posición estratégica frente a sus enemigos. Estos rodeaban su territorio casi completamente y únicamente la frontera griega era segura. En caso de ataque del Eje, el mando yugoslavo planeaba defender las fronteras, atacar en Albania para contactar con las fuerzas griegas en esta región y, en caso necesario, retirarse a territorio griego para continuar combatiendo. Se reforzaron las unidades que debían sostener las fronteras (que acapararon el 88 % de las fuerzas disponibles), pero a la vez se debilitó la reserva. El despliegue de unidades fue el siguiente:
- El 1.er Grupo de Ejércitos junto con las fuerzas costeras debía defender la frontera norte[88] y la costa y luego retirarse a través de Bosnia hacia el sureste.
- El 2.º Grupo de Ejércitos debía defender la frontera húngara[88] y luego retirarse también hacia el sur.
- El 6.º Ejército, originalmente parte de la reserva estratégica, pasó a defender la frontera rumana.[88]
- El 3.er Grupo de Ejércitos debía operar en Albania junto con las unidades griegas y defender Macedonia.[88]
- Cuatro divisiones quedaban asignadas a la reducida reserva estratégica.

Disposición de las unidades yugoslavas a comienzo de la invasión. La decisión de defender las fronteras dispersó las fuerzas disponibles, impidió crear una reserva fuerte y facilitó la superioridad alemana gracias a la concentración de las unidades atacantes.

A pesar de haber recibido los detalles del plan de ataque alemán a través de un agregado militar en Berlín, el primer ministro yugoslavo descartó esta información y siguió confiando en contar con tiempo de sobra para preparar las defensas. Uno de los principales problemas del plan yugoslavo era la debilidad de sus dos principales formaciones, el 3.er Ejército y el 5.º Ejército, que debían proteger la retirada hacia Grecia. Otra era la falta de presupuesto para fortificar en profundidad la frontera; con la asignación concedida, el Ejército solo pudo levantar fortificaciones en parte de la frontera y ninguna en el interior del país. Estas fortificaciones carecían además de artillería pesada.
A pesar de contar con un millón doscientos mil soldados una vez movilizado por completo —cuando se desencadenó finalmente el ataque alemán el 6 de abril, únicamente unos setecientos mil soldados se encontraban movilizados—, el Ejército yugoslavo sufría grandes deficiencias: se dividía en grandes unidades de escasa movilidad, su armamento moderno (artillería o aviación) era escaso, no contaba con entrenamiento en el uso de armamento antiaéreo y las reservas de munición eran escasas para algunas armas. Gran parte del armamento era además de procedencia alemana, lo que complicaba la adquisición de repuestos y munición. La artillería y la aviación era de fabricación extranjera. El armamento antitanque de las unidades yugoslavas era escaso y estas no habían recibido formación específica en la lucha contra unidades blindadas. Las fuerzas blindadas eran pocas y anticuadas. La aviación, con un número significativo de aparatos modernos, pero carentes de repuestos, se desperdigó por el país. Una parte sustancial de los 505 aparatos eran de fabricación alemana (73 Messerschmitt Bf 109 y 70 Dornier Do 17). Los aeródromos eran asimismo insuficientes, al igual que el entrenamiento de los pilotos. El transporte motorizado era reducido. La Armada contaba con cuatro destructores, cuatro submarinos, dos patrulleras de río, seis buques torpederos y diez lanchas torpederas; moderna, era de pequeño tamaño y no podía influir decisivamente en el resultado de una campaña del Eje contra el país. Principalmente croata (el 80 % de sus oficiales no eran serbios), contaba con escasa confianza gubernamental. El resto del Ejército, por el contrario, era fundamentalmente serbio en cuanto a sus oficiales (161 de los 165 generales en activo en 1938 eran serbios, aunque en 1941 las cifras eran algo más favorables a las otras nacionalidades yugoslavas).

## Operaciones
Las primeras operaciones tuvieron lugar en la madrugada del 5 al 6 de abril con ataques a los puestos fronterizos yugoslavos. Alrededor de las 2:00 a. m., un destacamento especial de ingenieros cruzó el Danubio y tomó las Puertas de Hierro para asegurar el cruce del río y la navegación. Unidades especiales tomaron también cruciales puentes sobre el Drava y el Sava, sin encontrar apenas resistencia por parte de los yugoslavos. Al mismo tiempo, las fuerzas aéreas comenzaban también sus ataques contra Yugoslavia. No hubo declaración de guerra por parte alemana.

### Bombardeo de Belgrado

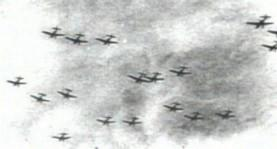
Aviones alemanes sobre Belgrado el 6 de abril de 1941. El duro bombardeo de la capital causó miles de muertos y desorganizó la defensa del país.

La Luftwaffe fue la rama del ejército alemán que inició la guerra, ya que lanzó una campaña de bombardeo sobre Belgrado a las 6:45 horas del 6 de abril. Los alemanes enviaron 234 bombarderos con 120 cazas de escolta para atacar la capital yugoslava; la fuerza aérea defensora contaba con 20 Messerschmitt Bf 109, 18 Hawker Hurricane y 6 Rogožarski IK-3. Las escuadrillas alemanas se concentraron en el bombardeo de aeropuertos, aeródromos y algunas ciudades. El ataque incluyó tres oleadas más de bombardeos. La zona más castigada por las bombas fue el centro de la ciudad, donde se encontraban ubicados los edificios gubernamentales. El primer ataque consistió en tres oleadas de veinte minutos separadas por un cuarto de hora entre ellas. Tres días antes, las autoridades yugoslavas habían declarado la capital ciudad abierta; esto llevó al Eje a tratar de justificar sus bombardeos de la urbe.
La débil Real Fuerza Aérea Yugoslava poco pudo hacer para repeler el ataque alemán, y las inadecuadas defensas antiaéreas de la ciudad fueron destruidas en la primera oleada, permitiendo que los bombarderos tipo Stuka maniobraran con facilidad. Los yugoslavos perdieron cincuenta aviones en los primeros choques, pero lograron derribar cuarenta alemanes en los dos primeros días de combates sobre la capital. Cuando acabó el bombardeo, diecisiete mil habitantes de Belgrado yacían bajo los escombros. Este ataque acabó con buena parte de las comunicaciones entre el alto mando yugoslavo y las tropas en el campo de batalla. El bombardeo de la ciudad, que se prolongó tres días, causó grandes incendios en la ciudad, que solo se apagaron tras una semana, por las lluvias. Los alemanes lograron además asegurar su supremacía aérea en la campaña y eliminar alrededor del 60 % de los aviones enemigos en los dos primeros días de la ofensiva. Simović reaccionó al duro bombardeo trasladando el Gobierno a Užice y el mando militar a Sarajevo, lo que complicó las comunicaciones de estos con las unidades militares.
Una vez que el centro neurálgico del Ejército yugoslavo fue destruido, la Luftwaffe se concentró en objetivos de naturaleza más militar, como aeródromos, cuarteles y dar asistencia a las unidades terrestres del Ejército alemán. Los primeros quedaron inutilizados por el ataque alemán. A pesar de la superioridad alemana, la Luftwaffe no fue capaz de eliminar completamente la fuerza aérea yugoslava —que realizó ataques esporádicos durante los días siguientes, a pesar del mal tiempo que complicaba las operaciones— ni de detener la concentración de fuerzas enemigas. El primer día, sin embargo, los alemanes lograron eliminar las unidades aéreas destinadas a cubrir la retirada hacia el sur según el plan militar yugoslavo. La Luftwaffe logró asimismo apoyar eficazmente el avance de las unidades terrestres que, gracias a aquella y a encontrarse las fuerzas yugoslavas desperdigadas por la larga frontera, disfrutaron de ventaja numérica y material en los sectores que atacaban. El intento yugoslavo de tratar de defender todos los territorios condujo a la defensa inadecuada en todos los frentes.
El Gobierno, que había perdido al representante esloveno en el bombardeo, abandonó inmediatamente la capital y se reunió en Užice, al suroeste de Belgrado, donde ordenó la movilización general y solicitó ayuda alimentaria a Gran Bretaña y Estados Unidos. El vice primer ministro croata Vladko Maček dimitió y se trasladó a Croacia.
Tras los ataques aéreos, las primeras operaciones terrestres de envergadura se produjeron en Macedonia, clave para los planes de ambos bandos.

### Combates en Macedonia
Además de los choques fronterizos y los bombardeos, los primeros combates tuvieron lugar en la frontera búlgara el mismo día 6, a través de la que diversas unidades del 12.º Ejército alemán penetraron en territorio yugoslavo. Como parte de la campaña conjunta contra Yugoslavia y Grecia, el XL Cuerpo con la 9.ª División Panzer y la 73.ª de infantería atacó en dirección a Skopie, para girar más tarde hacia el sur y rodear las líneas griegas, tomándolas por la retaguardia a la vez que se entraba en contacto con las tropas italianas del frente albanés y se aislaba a Grecia de Yugoslavia. La 9.ª División Panzer avanzó hacia Niš y Kumanovo, la 73.ª División de Infantería lo hizo hacia Štip y la 2.ª División Panzer se lanzó hacia Strumica; todas estas unidades contaron con el apoyo aéreo del VIII Cuerpo Aéreo, perteneciente a la 4.ª Flota Aérea. Kumanovo se hallaba protegida por la División de Infantería «Moravska», incompleta; Štip, por la «Bregalnicka» y Strumica por el destacamento «Strumica», parte de la anterior. Los yugoslavos opusieron una encarnizada resistencia al avance alemán en este sector.
El primer día de combates los alemanes alcanzaron la línea Strumica-Carevo Selo-Stracin y amenazaron los flancos de la defensa yugoslava en la región; la toma de la primera cercenó las comunicaciones con las unidades griegas. Por la noche, habían tomado Kumanovo y Kocane. Al comienzo el Cuerpo AH de las SS, asignado al XL Cuerpo, encontró dura resistencia yugoslava, que dificultó su avance hacia Monastir y Florina (noche del 6 al 7 de abril). Por su parte, la 2.ª División Panzer, que hacía un movimiento similar, pero más cercano a la frontera griega, logró deshacerse de los guardias fronterizos yugoslavos y tomar Strumica la mañana del 6 de abril. En ese momento, los combates se intensificaron e impidieron que la unidad virase hacia el sur de acuerdo al plan original. En los siguientes días, continuó el avance alemán en Macedonia; los yugoslavos no contaban con reservas suficientes para lanzar una contraofensiva que recuperase este territorio, crucial para sus planes de defensa.
El día 7, ante el retraso del plan en Macedonia, se sopesó el abandono del movimiento original contra las defensas en Tracia y Salónica y su sustitución por un avance mayor hacia Albania. La misma mañana, sin embargo, el XL Cuerpo aplastó las defensas yugoslavas del 3.er Ejército y pudo continuar su avance hacia Skopie. La toma de la ciudad impedía la consecución de los planes de defensa yugoslavos. El mismo día, las unidades alemanas lograban cruzar el Vardar en Veles. El 8 de abril, la 9.ª División Panzer tomaba Prilep y viraba al sur. Al sur la 2.ª División Panzer había rechazado un contraataque yugoslavo y se había dirigido a Grecia, rodeando las principales defensas helenas.
El 9 de abril, el Cuerpo AH alcanzaba Monastir y amenazaba el flanco de la línea greco-británica del Haliacmón. Ese día los alemanes quebraban la resistencia yugoslava en Macedonia y la noche del 10 habían acabado con los últimos restos de unidades que habían seguido combatiendo. Mientras, la 2.ª División rechazaba un contraataque y comenzaba a descender por el valle del Vardar hacia territorio griego. Destruidas las defensas del valle del Struma, las unidades alemanas tomaban Salónica el 9 de abril y conseguían la rendición de sesenta mil tropas griegas, aisladas en Tracia; esto privó a Yugoslavia del único puerto en manos de un aliado y agravó su aislamiento.

### La pinza sobre Belgrado

#### La defensa
Cerca de un tercio del Ejército yugoslavo protegía la capital. Entre las unidades que debían proteger la ciudad por el norte y el noreste se contaban el 6.º Ejército, el 2.º Grupo de Ejércitos (que englobaba al 1.er y 2.º Ejércitos) y tres divisiones de la reserva asignada al alto mando. El 6.º Ejército cubría la frontera del Banato, con Rumanía; a su izquierda se encontraba el 2.º Ejército que cubría Bačka y el 1.er Ejército que protegía Baranya y parte de Eslavonia.
Todas las unidades comenzaron a retirarse el 9 de abril, pero el 10 los alemanes penetraron las líneas del 6.º Ejército; los yugoslavos rechzaron el ataque, pero la maniobra de repliegue se detuvo. El 2.º Grupo de Ejércitos se retiró tras el Sava, pero las unidades formadas por croatas comenzaron a disolverse por la subversión ustacha.

#### El1.erGrupo Panzer

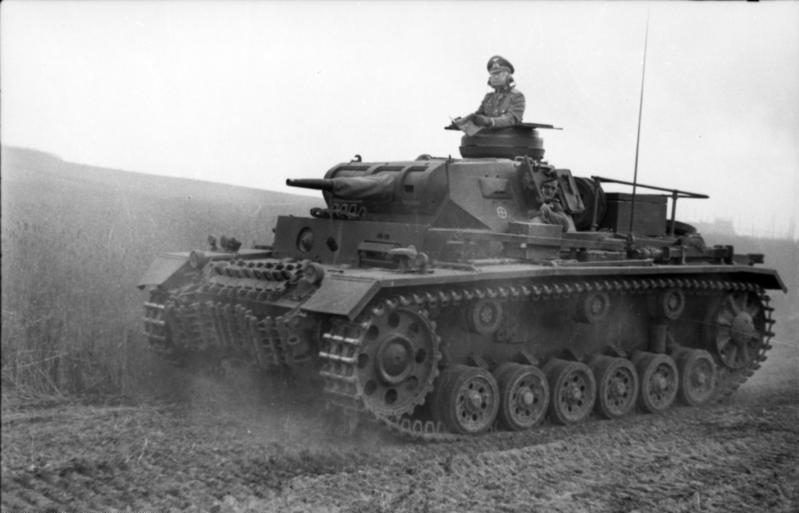
Panzer III alemán en Yugoslavia. Las unidades blindadas alemanas, junto con las motorizadas y el amplio uso de la fuerza aérea, permitieron una campaña relámpago contra las lentas unidades yugoslavas, que dependían principalmente de la tracción animal para el transporte.

En la madrugada del 8 de abril, el 1.er Grupo Panzer atacó desde Sofía. El XIV Cuerpo de Ejército Panzer cruzó la frontera al sur de Pirot y se dirigió en sentido noroeste hacia Niš, con la 11.ª División Panzer en vanguardia, seguida de cerca por la 5.ª Panzer y la 294.ª de Infantería; a estas les seguían a su vez la 60.ª División Motorizada y la 4.ª de Montaña. El rápido avance alemán a pesar de la dura resistencia yugoslava permitió a la Werhmacht hacerse con los puentes de Niš y del Morava. La 11.ª División Panzer contó con amplio apoyo de la artillería y de la aviación para quebrar la resistencia del 5.º Ejército el primer día de su ofensiva.
El alto mando yugoslavo ordenó entonces la retirada inmediata detrás del río Morava una vez derrotada la División «Toplićka», que protegía el sector. La 11.ª División Panzer logró penetrar las débiles líneas enemigas el 9 de abril, conquistar Niš y desbaratar la División «Drina» que trató de retirarse con grandes dificultades. Para entonces los tanques alemanes habían entrado en el valle del Morava y su avance se hizo más rápido. El flanco derecho del 5.º Ejército yugoslavo quedó expuesto por los intentos de retirada hacia el oeste de la División «Drina». Se vio incapaz de interponerse eficazmente en el camino de las unidades alemanas que se dirigían hacia la capital, a pesar de ofrecer encarnizada resistencia al enemigo. No obstante, a mitad de camino entre Niš y Belgrado, al suroeste de Kragujevac, el 5.º Ejército yugoslavo logró detener temporalmente el avance alemán antes de ser nuevamente avasallado por las unidades blindadas enemigas. En este choque los alemanes capturaron unos cinco mil prisioneros. La derrota de una sola de sus cinco divisiones y la falta de reservas eliminaron en la práctica al 5.º Ejército como unidad operativa. Esto llevó a tratar de utilizar el 6.º Ejército, que defendía el Danubio y el Sava, para proteger la capital desde el sureste, pero para ello tenía que cruzar la dirección de avance alemana. Esta operación se veía complicada por la necesidad de trasladar las tropas a pie o en ferrocarril, mientras las unidades alemanas contaban con unidades blindadas, de mayor movilidad.

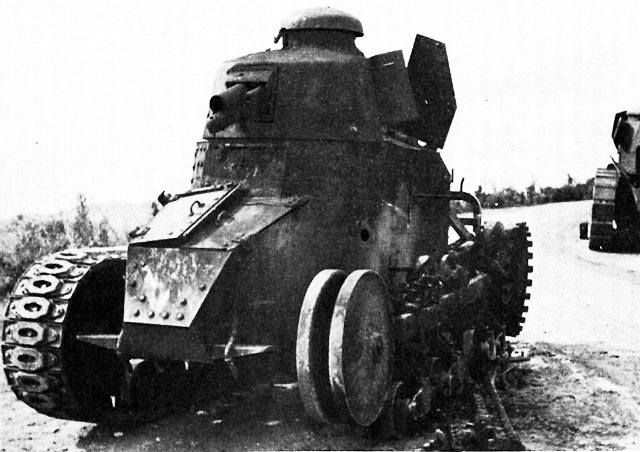
Tanque yugoslavo Renault FT-17 o NC-27 destruido. Las escasas fuerzas blindadas de los yugoslavos estaban compuestas de modelos anticuados.

Al sur, la 5.ª División Panzer continuaba en Pirot, atascada en las malas carreteras de la región. Después de recibir la orden de neutralizar unas unidades en Leskovac y haber asegurado la zona, se la transfirió al 12.º Ejército, que estaba luchando en Grecia. La resistencia yugoslava, menor de lo esperado, permitía enviar esta unidad a reforzar el avance en el sur, en vez de destinarla, como se había previsto originalmente, al ataque de Belgrado.
El 10 de abril, la situación de los yugoslavos era crítica, tanto por el hundimiento de las unidades en Eslovenia y Croacia como por el rápido avance desde Sofía hacia Belgrado de los alemanes, que hizo innecesario un ataque frontal a las unidades que guardaban la capital por el norte y el este.
Al anochecer del 12 de abril, las unidades del XIV Cuerpo de Ejército Panzer se encontraban a menos de 65 km al sur de Belgrado. A pesar de que las líneas de abastecimiento alemanas se extendían por más de 200 km desde la frontera búlgara, los dos ejércitos yugoslavos (5.º y 6.º) congregados cerca de la capital estaban tan completamente desorganizados que fueron incapaces de lanzar una contraofensiva o cortar el abastecimiento alemán. De esta manera, sin encontrar en ningún momento una resistencia seria, el XIV Cuerpo Panzer llegó a Belgrado desde el sur.

#### El XLI Cuerpo de Ejército Panzer

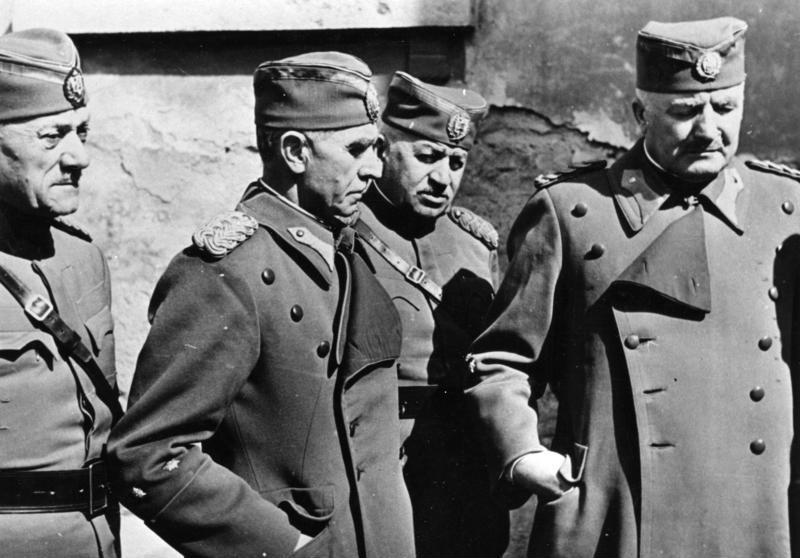
Oficiales yugoslavos capturados antes de su deportación a Alemania

Preparado para alcanzar Belgrado a la vez que el XIV Cuerpo Panzer desde el sur, el XLI Cuerpo Panzer cruzó el Banato desde Timişoara hasta Belgrado. El regimiento de infantería motorizada «Gross Deutschland» encabezó el ataque el 8 de abril seguido de la 2.ª División de Infantería Motorizada SS Das Reich dos días más tarde. Se cruzó la frontera al norte de Vršac y los elementos de vanguardia llegaron a Pančevo el 11 de abril. Inmediatamente después de entrar en territorio yugoslavo, tuvieron que enfrentarse al 6.º Ejército que bloqueaba su avance, pero en general la resistencia fue escasa en esta parte del frente. El mismo día 11 en el que el «Gross Deutschland» tomaba Pančevo, la 2.ª División se hallaba a unos 70 km de Belgrado.
Los alemanes estrechaban el cerco de Belgrado desde tres direcciones: el XLI Cuerpo Panzer se acercaba desde el noreste, el XIV Cuerpo Panzer desde el sureste y el XLVI Cuerpo Motorizado hacía lo propio desde el noroeste, tras cruzar Eslovenia y Srem. Finalmente fue la 11.ª División Panzer la que quebró las defensas yugoslavas desde el sureste, derrotando a la División «Dunavska» y amenazando desde el noreste los movimientos del 6.º Ejército yugoslavo. Este prácticamente se desintegró el día 12 ante los ataques simultáneos del XLI Cuerpo que avanzaba desde el sur y los del XLI Cuerpo que lo hacía desde el noreste.

#### El XLVI Cuerpo de Ejército Panzer
Aunque el ataque alemán se inició el 6 de abril, el 2.º Ejército alemán al norte de Yugoslavia todavía se encontraba organizando sus unidades en esa fecha, por lo que se decidió que atacara, más tarde, el 10 de abril. En el plan original debía hacerlo aún más tarde, el 12, pero la exigua resistencia de los yugoslavos animó al mando alemán a adelantar el ataque de estas fuerzas. Algunas unidades lanzaron ataques a lo largo de la frontera los días previos al asalto principal con el objetivo de despejar un poco el terreno de actividad enemiga para la embestida principal. El objetivo principal era capturar los puentes, todavía intactos, sobre los grandes ríos de la llanura de Panonia. Los contraataques yugoslavos para recuperar las posiciones perdidas fracasaron.
Los primeros días de la campaña, ninguno de los dos bandos estaba listo para el enfrentamiento; el 1.er Grupo de Ejércitos yugoslavo cubría el frente, con el 7.º Ejército encargado de las fronteras italiana y austriaca, el 4.º dedicado a defender la húngara y la 1.ª División de Caballería en reserva. Por su parte, los húngaros preparaban el asalto con su 2.º Ejército y los alemanes con el XLVI Cuerpo Panzer —que contaba con la 8.ª y 14.ª divisiones de tanques y la 16.ª División Motorizada— y el XVII Cuerpo de Ejército —con la 125.ª División de Infantería y la 101.ª División de Infantería Ligera—.
En la noche del 7 de abril, la falta de resistencia yugoslava ante el avance alemán ocasionó que el XLVI Cuerpo Panzer asegurara los cruces del río Drava. Algunas unidades menores atendieron a la propaganda ustacha y abandonaron sus posiciones; la desobediencia de algunas unidades croatas se fue extendiendo, lo que facilitó las operaciones alemanas. La noche del 9 al 10 de abril, las unidades de reservistas croatas se unieron al motín y el 4.ª Ejército se vio desorganizado por las rebeliones en sus unidades. Los comandantes yugoslavos pretendían defender toda la línea fronteriza del río Drava (limítrofe con Hungría) pese a que ésta era demasiado larga para una fuerza tan reducida como el 6.º Ejército yugoslavo. A ello se unía que los soldados [croatas, eslovenos o macedonios no mostraban entusiasmo alguno por defender al Estado yugoslavo, prefiriendo capitular rápidamente ante los alemanes o desertar.
En el frente del 7.º Ejército yugoslavo, que cubría las fronteras eslovenas, la desorganización del 4.º Ejército a su derecha llevó a comenzar la retirada la noche del 7 al 8 de abril, a pesar de la relativa calma en la frontera italiana y los ataques limitados de las unidades alemanas. La retirada permitió a los alemanes ocupar Maribor.
Cuando el 10 comenzó el ataque principal, el 4.º Ejército yugoslavo empezó a desmoronarse ante la superioridad material alemana y la rebeldía de los soldados que no eran de origen serbio. Apoyada por la Luftwaffe, la 8.ª División Panzer se dirigió a Belgrado seguida por la 16.ª División de Infantería Motorizada, avanzando a lo largo de la llanura entre los ríos Drava y Sava. Para la noche del 10, la 8.ª División Panzer había avanzado hasta Slatina; el peor obstáculo al que tuvo que enfrentarse fue el mal estado de las carreteras y el mal tiempo. Este día fue crucial en la campaña del Eje, ya que a lo largo de él el alto mando yugoslavo perdió definitivamente el control de las unidades, a las que ordenó combatir por su cuenta y alemanes e italianos lograron finalmente el control del espacio aéreo yugoslavo y desbarataron los últimos planes de defensa dispuestos por el mando yugoslavo. La situación desesperada de los defensores yugoslavos se pudo apreciar por el mensaje que el general y primer ministro Dušan Simović dirigió en ese momento a sus tropas:

Todas las tropas deben combatir al enemigo donde se encuentren y con todos los medios con los que cuenten. No esperen órdenes directas de sus superiores, sino que actúen por su propio juicio, iniciativa y conciencia.

El 11 de abril, los alemanes tomaban Novi Sad. Ese día la 8.ª División Panzer llegó a la región de Osijek, mientras que la 16.ª División de Infantería Motorizada ocupaba Našice, más atrás. El mal estado de las carreteras y la demolición de los puentes demoró el avance de estas unidades, cuyo objetivo era atacar la retaguardia de las tropas que se enfrentaban al XIV Cuerpo Panzer y establecer contacto con las unidades del 1.er Grupo Panzer al sur de Belgrado.
Los alemanes continuaron su avance hacia Belgrado, tomando de camino Našice, Osijek y Vukovar durante el día y Sremska Mitrovica y Rura al anochecer del 12 de abril. A las 2:30 a. m. horas del 12 de abril, la 8.ª División Panzer había entrado en Sremska Mitrovica gracias a que había capturado intactos dos puentes sobre el Sava. La división se dirigió entonces a Lazarevac, a unos 30 km al suroeste de Belgrado, donde pensaba enlazar con el 1.er Grupo Panzer. Una vez alcanzado este punto, que quedaba en la retaguardia del 2.ª Grupo de Ejércitos yugoslavo —unidad que había ofrecido escasa resistencia—, Von List decidió enviar la 8.ª División Panzer hacia Valjevo y Užice y la 16.ª División de Infantería Motorizada hacia Zvornik y Sarajevo. Así pues, ambas divisiones fueron desviadas de Belgrado, su objetivo inicial, para marchar hacia Sarajevo.

### Operaciones en el noroeste
Diversas unidades especiales, incluyendo de montaña, lanzaron diversos ataques menores entre el 6 y el 10 de abril, en la frontera germano-yugoslava, donde las operaciones con blindados eran imposibles por la escarpada orografía. Ante el ímpetu de muchas de estas unidades y la pasividad de los defensores yugoslavos, algunas de ellas fueron más allá de sus objetivos iniciales y se hicieron con posiciones que facilitaron el avance principal que comenzó el 10 de abril. Una de estas operaciones realizadas a pesar de las órdenes del alto mando fue la conquista por el capitán Palten y un reducido número de soldados de Maribor; a pesar de la voladura de los puentes de la zona, logró apoderarse de la ciudad la noche del 8 de abril ante la falta de defensa por parte de los yugoslavos. El alto mando ordenó, sin embargo, la evacuación.
Por su parte, el LI Cuerpo realizó diversos ataques menores, principalmente para tomar ciertos puentes, el 6 de abril, sin encontrar tampoco resistencia reseñable. El mando del 2.º Ejército impidió que continuase avanzando, ya que deseaba que antes llegase el grueso de las unidades del sector, que aún estaba viajando hacia sus posiciones. Entre el 6 y el 9 de abril, los alemanes ampliaron sus posiciones en territorio yugoslavo y corroboraron la retirada general hacia Zagreb del 7.º Ejército, que apenas había dejado algunas unidades para cubrir las posiciones avanzadas alemanas. El mando decidió entonces lanzar unidades motorizadas en persecución de los yugoslavos el 10. Las primeras unidades alemanas alcanzaron las afueras de la capital croata la noche del 11 de abril, a pesar de lo complicado del terreno y del mal tiempo, que habían estorbado su avance.
Más al oeste, unidades de montaña tomaron importantes puentes y puertos el mismo 6 de abril. La noche del 10 de abril habían alcanzado los alrededores de Celje, que tomaron al día siguiente, tras duros combates. El nuevo Gobierno esloveno, que repudiaba la autoridad de Belgrado, solicitó al tiempo un alto el fuego.

### Proclamación del Estado Independiente de Croacia
Tras el intento del Eje de ganarse el apoyo del principal partido croata, el Partido Campesino Croata, sin lograrlo, aquel decidió utilizar a los exiliados de Ante Pavelić para minar la resistencia yugoslava. Tras una intensificación de la persecución de la organización de Pavelić en Croacia —donde sus partidarios estaban subordinados a su lugarteniente Slavko Kvaternik— en los primeros días de la guerra, a partir del día 8 la situación empeoró para las autoridades yugoslavas. Ese mismo día, se produjo un motín de soldados croatas en Bjelovar. Se preveía la pronta ocupación de Zagreb por el invasor.
El 10 de abril, tras alcanzar un acuerdo con los alemanes, Kvaternik proclamó por radio la creación del nuevo Estado croata, mientras las autoridades yugoslavas abandonaban la ciudad y parte de las milicias Campesinas y de las fuerzas de seguridad locales le ofrecían su apoyo. Esa misma noche, los alemanes, a las 19:30, entraban en la ciudad y la población los recibía con alborozo. La 14.ª División Panzer había cruzado la frontera esa misma mañana y, ante la falta de resistencia del 4.º Ejército —fundamentalmente croata—, había recorrido cerca de 150 km hasta alcanzar la urbe.
El día 11, la unidad que había tomado la ciudad, abandonada por las autoridades yugoslavas, la 14.ª División Panzer (parte del XLI Cuerpo de Ejército), tomaba contacto con las tropas italianas que avanzaban desde Fiume. El resto de unidades se reagrupó para marchar hacia Sarajevo, sede del alto mando y donde los alemanes esperaban que se concentrasen las unidades yugoslavas para ofrecer resistencia. Las primeras unidades del LI Cuerpo que habían llegado del noroeste relevaron a la 14.ª División.
La resistencia de las unidades croatas había sido ínfima y los alemanes hicieron quince mil prisioneros en su camino a Zagreb. La proclamación del nuevo Estado aceleró la disolución de diversas unidades del 2.º y 4.º ejércitos, de la Marina y de la reserva del alto mando. Aisló además a las unidades que aún combatían en Eslovenia y facilitó que las fuerzas nacionalistas desbarataran también estas unidades.
El dirigente de los Campesinos, Vladko Maček, accedió a emitir el 18 de abril una alocución solicitando la colaboración con las nuevas autoridades. Convencido de la victoria final de los Aliados en la guerra, se mantuvo, sin embargo, alejado del nuevo régimen, esperando poder retomar su puesto de principal político croata tras la contienda.
Tras tomar la capital croata, la 14.ª División Panzer se dirigió hacia Karlovac para cortar la retirada a los restos del 4.º Ejército yugoslavo, que avanzaban hacia el sur tras abandonar sus posiciones en la frontera noroccidental; los ataques de alemanes y ustachas acabaron con la formación. El 1.er Grupo de Ejércitos dejó de existir como unidad cuando los ustachas apresaron a su mando, junto con el de sus unidades subordinadas, el 4.º y 7.º ejércitos. Los restos del 4.º Ejército, junto con los de otras unidades se reunieron para formar una posición defensiva alrededor de Kostanjica, Bosanski Novi, Bihać y Prijedor. La 14.ª División Panzer atacó estas posiciones cerca de Bosanski Novi y alcanzó Banja Luka.

### La caída de la capital
El día 11, ante el avance alemán desde tres direcciones y con las unidades que debían defender la capital incapaces de ofrecer una resistencia eficaz, los yugoslavos ordenaron la evacuación de la ciudad y la voladura de los puentes sobre el Sava y el Danubio. La guarnición abandonó Belgrado la tarde del día siguiente. Ese mismo día, los alemanes aniquilaron los restos de la fuerza aérea yugoslava en un ataque a Bijeljina. De las tres columnas que convergían en la capital yugoslava, el XLI Cuerpo Panzer era la que se encontraba más cerca, a menos de 16 km, en Pancevo. Al sur de Belgrado, el 1.er Grupo Panzer avanzaba más lento hacia la ciudad, ya que la resistencia había resurgido en este sector. De la 8.ª División Panzer, solamente unas unidades se habían aproximado a Belgrado después de recibir órdenes para marchar más al sur,a donde se dirigió el grueso de la formación.
La tarde del 12, el SS-Obersturmführer Klingenberg de la 2.ª División SS de Infantería Motorizada cruzó el Danubio con una patrulla utilizando lanchas hinchables, ya que todos los puentes habían sido destruidos. La patrulla entró en Belgrado sin problemas y, a las 19.00 horas, el alcalde le entregó la ciudad, acompañado por un representante del ministerio de Relaciones Exteriores alemán, que las fuerzas yugoslavas habían arrestado al inicio de la invasión. A las 17:00, unidades alemanas habían ocupado ya el Ministerio de Defensa y la embajada alemana; al oeste de la ciudad el XLVI Cuerpo Motorizado alemán desbarató un intento de los restos del 2.º Grupo de Ejércitos yugoslavo de establecer una línea de defensa a lo largo del Sava. La 8.ª División Panzer conquistó Zemun sin encontrar resistencia y capturó la retaguardia del 1.er Ejército. Los alemanes controlaban la ciudad con una sola compañía.
En el cuartel general del 2.º Ejército, los oficiales habían empezado a inquietarse, ya que no tenían conocimiento del paradero de las unidades de la 8.ª División Panzer, cuyo último mensaje, radiado hacía veinticuatro horas, los había ubicado en los suburbios al oeste de Belgrado. Finalmente, a las 11:52 a. m. horas del 13 de abril, recibieron el siguiente mensaje de la citada división:

Durante la noche, la 8.ª División Panzer entró en Belgrado, ocupó el centro de la ciudad e izó la bandera con la esvástica.

No obstante, poco antes de recibir el mensaje, se recibió otro del 1.er Grupo Panzer, que gozaba de mejores comunicaciones con el mando del 2.º Ejército:

El Grupo Panzer de Von Kleist ha tomado Belgrado desde el sur. Patrullas del Regimiento de Infantería Motorizada «Gross Deutschland» han entrado en la ciudad desde el norte. Con el general Von Kleist a la cabeza, la 11.ª División Panzer ha estado entrando en la ciudad desde las 6:32 horas.

De esta manera, la carrera hacia la capital de Yugoslavia terminó con todas las columnas llegando casi simultáneamente a su objetivo; el 13 de abril, la 11.ª División Panzer, la 8.ª División Panzer y el XLI Cuerpo Motorizado entraron en Belgrado sin necesidad de combatir. El 6.º Ejército yugoslavo, acosado por la 8.ª División Panzer trató de retirarse hacia Čačak y Užice.
Con la caída de la ciudad, se transfirió el 1.er Grupo Panzer al 2.º ejército, mientras que el XLVI Cuerpo Panzer pasó a depender directamente del citado grupo panzer, con el objetivo de acorralar y destruir a los restos del ejército yugoslavo. Una vez conquistada la capital, la intención de los alemanes era evitar que las unidades yugoslavas se retirasen a las zonas montañosas para continuar combatiendo. Para prevenirlo, se empezó a enviar unidades hacia el centro del país, con Sarajevo como destino de las diversas fuerzas. Por un lado, se ordenó al LII Cuerpo —recién llegado— con cuatro divisiones de infantería, avanzar hacia la ciudad bosnia desde Zagreb. A estas divisiones, se unía la 14.ª División Panzer, que avanzaba desde el noreste. Por otro, el 1.er Grupo Panzer se lanzó hacia Sarajevo a través de Užice y del valle del Morava.
El mismo día que los alemanes ocupaban la capital, el Gobierno seguía con sus tareas de manera irreal reunido en Pale. Decidió su traslado a Nikšić (Montenegro) al día siguiente.

### Combates en el frente albanés
El 3.er Ejército yugoslavo atacó Albania, defendida por el 9.º italiano; debido a la mala coordinación yugoslava, solo una división de las cinco asignadas a este sector embistió las defensas italianas y estas repelieron el ataque. Las unidades griegas que, por el contrario, habían tenido éxito en sus operaciones, quedaron expuestas por el revés yugoslavo.
El avance yugoslavo hacia Escútari se fue frenando al tiempo que los alemanes amenazaban su retaguardia y tomaban distintas localidades en Kosovo. La 9.ª División Panzer se adueñó de Pristina y Kosovska Mitrovica y tomó contacto con el XIV Cuerpo de Ejército italiano. A continuación, los alemanes tomaron Bitola, Struga y Ohrid. Los yugoslavos formaron una nueva agrupación que debía detener el avance alemán en Kosovo y el Sandžak, pero la contraofensiva de dos divisiones yugoslavas fracasó. Los diversos contraataques yugoslavos resultaron infructuosos y no consiguieron detener el avance alemán; tras lograr la 5.ª División Panzer dividir las posiciones de la División «Kosovo», los yugoslavos comenzaron a retirarse hacia Gusinje.
En Albania el XVII Cuerpo de Ejército italiano contraatacó y frenó la ofensiva de dos divisiones yugoslavas.

### Intervención italiana

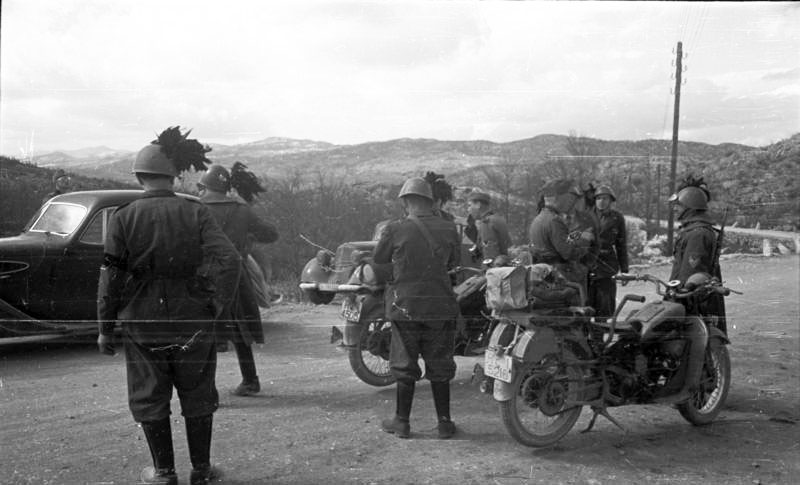
Bersaglieri italianos durante la invasión.

Al tiempo que los alemanes bombardeaban Sarajevo, Podgorica o Mostar gracias a su supremacía aérea lograda los primeros días de la ofensiva, aeronaves italianas bombardearon Split y Kotor. El 9, los italianos bombardearon también la base naval de Sibenik.

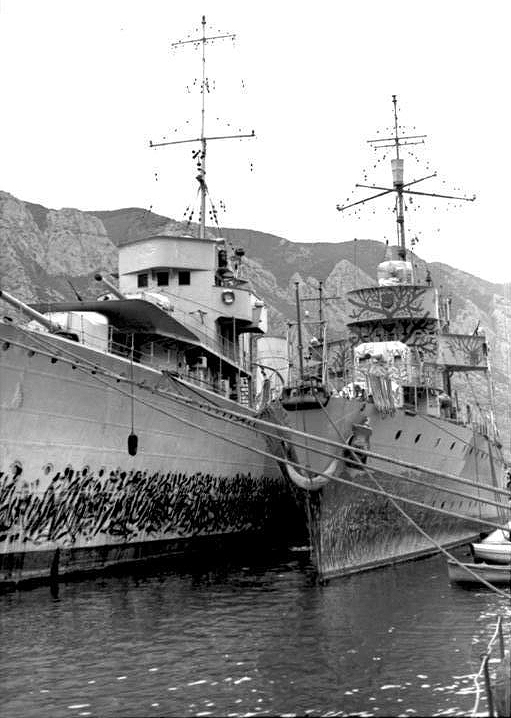
Destructores yugoslavos capturados por los italianos: el Dubrovnik y el Beograd.

El 2.º Ejército italiano —formado por cinco cuerpos de ejército— cruzó la frontera yugoslava el 11 de abril según el plan acordado con Berlín y se enfrentó a los restos del 7.º Ejército yugoslavo en retirada, que ofreció escasa resistencia. El XI Cuerpo de Ejército avanzó hacia Liubliana, el VI Cuerpo hacia Prezid, el V Cuerpo hacia el noroeste de Croacia y el IX Cuerpo hacia Rijeka y Krajelvika. Los alemanes facilitaron la invasión mediante la realización de diversos ataques de sus unidades desde el norte en la zona de la capital eslovena. El 7.º Ejército yugoslavo, disolviéndose parcialmente mientras se retiraba, logró, sin embargo, ofrecer cierta resistencia aprovechando las fortificaciones. Por otro lado, la oposición al avance italiano fue escasa a lo largo de la costa; en Delnice, treinta mil soldados yugoslavos se rindieron sin resistir. El mismo día 11, las tropas italianas del XI Cuerpo entraron en Liubliana y exigieron la disolución de los órganos administrativos nacionalistas que se habían creado durante la campaña. También el 11 de abril, los alemanes anunciaron su decisión de dividir el territorio esloveno. El 12 italianos y alemanes se encontraban en Vrbovsk, embolsando al 7.º Ejército yugoslavo, que se rindió.
El 12 la División «Torino» partió de Fiume; conquistó Gračac y más tarde Knin. La misma unidad conquistó Sibenik y Split el 15. El 16 alcanzaba Mostar y el 17, Dubrovnik.
En Zara, la guarnición italiana rechazó el asalto de la División «Jadranska», pero esta a su vez repelió el ataque italiano contra Knin, a donde se había retirado tras su fracasado intento de tomar Zara. El 15 la división «Torino» entraba en Spalato sin combatir, situación que se repitió en Snej y Šibenik.
Al comienzo de la invasión, el alto mando yugoslavo había ordenado a la Armada permanecer en puerto y esperar la llegada de rey y del Gobierno para trasladarlos a Grecia. El grueso de la Armada, concentrado en Kotor, recibió la orden de trasladarse a Grecia. Solo un submarino y dos lanchas torpederas zarparon hacia Egipto mientras que el resto de la flota se entregó a los italianos el 17 de abril. La tripulación hundió uno de los destructores yugoslavos, pero el resto de unidades cayó intacto en manos italianas.
Alrededor de 300 voluntarios ustachas al mando de Ante Pavelić acompañaban a las fuerzas italianas, mientras que un número similar regresó a Croacia junto con los ejércitos alemanes y húngaros.

### Intervención húngara
Los primeros días de la campaña, los yugoslavos bombardearon diversos aeródromos húngaros en sus operaciones defensivas, pero los mandos húngaros recibieron órdenes de no contraatacar.
El 11 de abril, el 3.er Ejército húngaro cruzó la frontera con una brigada de caballería, dos motorizadas y seis de infantería, cuando el ataque alemán ya llevaba cinco días en marcha. Las autoridades húngaras proclamaron que el Estado yugoslavo con el que habían suscrito un tratado de amistad hacía cuatro meses había dejado de existir con la declaración de independencia croata y ordenaron el avance de su Ejército. En realidad, las unidades húngaras no eran ya necesarias para decidir el resultado de la campaña, pero Hitler deseaba su participación para atraer más firmemente al país al Eje y perjudicar su imagen ante los Aliados. La resistencia yugoslava fue escasa a excepción de las tropas de las fortificaciones fronterizas, que retrasaron temporalmente el avance húngaro. y causaron alrededor de 350 bajas a los invasores. El 1.er Ejército yugoslavo, en retirada, no ofreció resistencia apreciable a las escasas unidades húngaras que lo perseguían.
El 13 de abril, las fuerzas húngaras habían ocupado toda Baranya sin encontrar resistencia y en Bačka habían alcanzado Novi Sad. Entre el 13 y el 14 alcanzaron el Danubio. Alemania permitió al Gobierno de Budapest conservar Bačka y dos enclaves con una apreciable población magiar, pero el Banato —también prometido por Hitler a Budapest— quedó bajo control de la minoría alemana de la región. La participación en la campaña, no obstante, llevó a la ruptura de relaciones diplomáticas entre Londres y Budapest y acabó con la posibilidad de mantener una cierta neutralidad entre los bandos enfrentados en la guerra mundial.

### Avances hacia el interior y negociación de la rendición

Mapa que muestra los principales movimientos durante la invasión. Las tropas búlgaras solo entraron en el país dos días después de la rendición el.

El 2.º Ejército —únicamente ya con tres divisiones, ya que las seis que debía recibir se consideraron para entonces innecesarias— prosiguió su avance hacia el interior de Yugoslavia tras la toma de Belgrado el 12 de abril. La 16.ª División Motorizada y la 8.ª Acorazada avanzaron hacia el sur siguiendo el Drina, mientras que la 14.ª Panzer avanzaba hacia Sarajevo desde Zagreb. La noche del 13 de abril, la oposición yugoslava a la marcha alemana sobre Sarajevo era ya prácticamente nula.
El grupo panzer de Kleist, por su parte, avanzó por el valle del Morava y tomó Kruševac el 14 de abril; la 14.ª División tomó Jajce el mismo día. Algunas unidades del 3.er Grupo de Ejércitos aún resistían en Albania y Kosovo, al igual que los restos del 5.º Ejército, que precisamente había defendido Kruševac; el 6.º Ejército se dirigía hacia Kolubara, los restos del 2.º Grupo de Ejércitos todavía combatían en el Sava y los del 4.º Ejército retrocedían hacia Sarajevo atacados por la 14.ª División Panzer. En Dalmacia y el oeste de Bosnia, sin embargo, habían comenzado a producirse enfrentamientos entre tropas croatas y serbias. Los alemanes capturaban prisioneros por millares, además de importante armamento, como setenta y cinco aviones intactos.
Entonces los yugoslavos decidieron capitular y enviaron delegados a los alemanes. Hitler exigió la rendición incondicional de Yugoslavia. Este día la campaña prácticamente acabó, a la espera de la firma definitiva de la rendición yugoslava, que se retrasó por la dificultad de encontrar un representante yugoslavo de importancia suficiente para rubricarla. Los alemanes habían ordenado a las unidades que aún se dirigían a Yugoslavia que regresasen a Alemania o tomasen rumbo a Rumanía incluso antes de la petición formal de rendición yugoslava, ya que sentían cercana la victoria y habían observado una mengua en la resistencia de los yugoslavos.
El día 15, el alto mando —que esperaba en Sarajevo a los alemanes— ordenó a los restos del 2.º Grupo de Ejércitos y del 4.º Ejército que cesasen su resistencia, como habían exigido los alemanes, que continuaban avanzando. Ese día los alemanes tomaron la ciudad, donde fueron bien recibidos, como ya lo habían sido antes en Zagreb. La decisión de solicitar la capitulación no la tomó el gabinete en pleno, sino el primer ministro Simović por sí mismo, que dio instrucciones a los militares. El general Danilo Kalafatović fue el encargado de firmar la capitulación el 17 de abril. El retraso de varios días se debió principalmente a la falta de un representante civil aceptable para los alemanes que pudiese rubricar el documento. El Gobierno no capituló, sino que abandonó el país para continuar combatiendo, pero se ordenaba a las fuerzas armadas que firmasen el armisticio con el Eje, mientras el Consejo de Ministros se trasladaba a Grecia. Por su parte, la fuerza aérea desobedeció la orden de cesar la resistencia y envió cuarenta y cuarto aviones a Grecia; sin embargo, los alemanes destruyeron la mayoría al bombardear el aeródromo griego en el que habían aterrizado y los que sobrevivieron al ataque eran principalmente modelos anticuados.

## Pérdidas

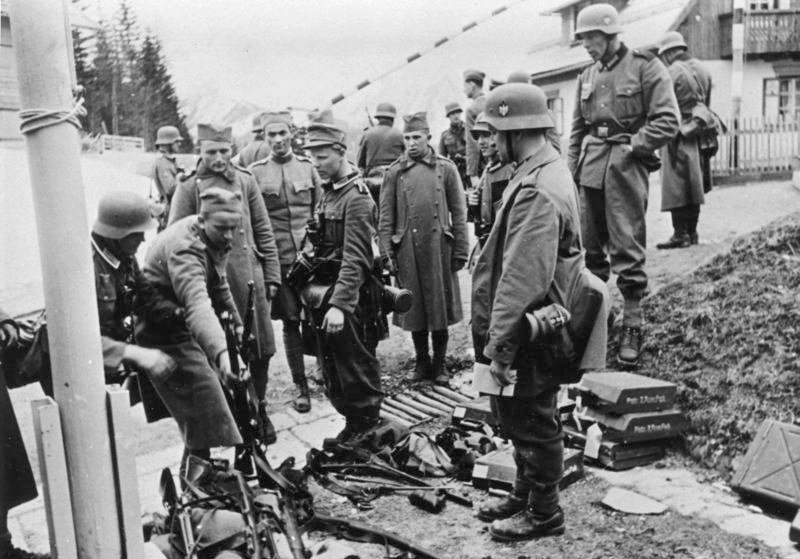
Rendición de tropas yugoslavas.

Los alemanes sufrieron pérdidas pequeñas, ya que durante los doce días de combates continuos se contabilizaron 558 bajas: 151 muertos, 392 heridos y 15 desaparecidos. La falta de verdadera resistencia enemiga fue tal que, en el avance del XLI Cuerpo Panzer hacia Belgrado, solamente murió un oficial, alcanzado por un francotirador civil. De las doce divisiones traídas para la operación, únicamente cuatro finalmente entraron en combate; lograron la victoria en menos de la mitad del tiempo previsto para la campaña. De las treinta y nueve divisiones trasladadas a los Balcanes para las campañas de Grecia y Yugoslavia, solo diez combatieron durante más de seis días. El mando alemán había exagerado la capacidad de resistencia yugoslava y enviado demasiadas unidades.
Los alemanes capturaron 344 162 prisioneros de guerra (6298 oficiales y 337 864 soldados), sin contar un gran número de croatas, alemanes, húngaros y búlgaros nacidos en Yugoslavia que el Ejército había reclutado, pero que fueron liberados rápidamente por los alemanes. Estos únicamente mantuvieron como prisioneros al grueso de las tropas de origen serbio (unas doscientas mil); Más de la mitad del Ejército yugoslavo, sin embargo, quedó en libertad, gran parte de él no obedeció la orden de rendición y pasó pronto a formar unidades de resistencia a los ocupantes, mientras otra parte, que no había llegado a participar en los combates, simplemente se desmovilizó. Por su parte, los italianos hicieron unos treinta mil prisioneros. Las prisas alemanas por retirar las tropas de Yugoslavia para concentrarse en la invasión de la Unión Soviética impidieron la captura del grueso de las tropas y la eliminación del peligro de insurgencia posterior.
El Eje destruyó o se apoderó de la mayoría de las fuerzas aéreas y navales yugoslavas y solo unas docenas de aviones y tres barcos de guerra yugoslavos lograron trasladarse a Grecia.

## Gobierno en el exilio y última etapa de la campaña

A consecuencia de la invasión de Yugoslavia, su territorio quedó dividido entre los vencedores.

El 14 de abril, el monarca yugoslavo abandonó el territorio nacional camino de Atenas; la mayor parte del Gobierno lo siguió dos días después. A primera hora del 17 de abril, los alemanes trasladaron a la delegación yugoslava de Sarajevo a Zemun donde se les exigió que firmasen una dura capitulación incondicional. Al rechazar los alemanes negociar los términos de la rendición, dos representantes del alto mando yugoslavo y del Gobierno recién exiliado capitularon ante los representantes alemanes en Belgrado. Irónicamente, y ante la evacuación del monarca y del Gobierno al completo, hubo de ser el antiguo ministro de Asuntos Exteriores del derrocado Gobierno de Dragiša Cvetković, Aleksandar Cincar-Marković, quien firmase en nombre del Gobierno que lo había arrestado. El general Jankovic, segundo del Estado Mayor, firmó por parte de las fuerzas armadas. La rendición se hizo efectiva a mediodía del 18 de abril.
El 19 de abril, tropas búlgaras cruzaron la frontera yugoslava. Mientras, la campaña simultánea en Grecia continuaba con el avance de las tropas del Eje. El 21, el mismo día que los británicos decidían evacuar Grecia, el rey Pedro y su Gobierno abandonaban Atenas y se trasladaban a Alejandría y más tarde a Jerusalén. Desde allí proclamaron su intención de continuar su lucha contra el Eje. El 4 de mayo, el Consejo de Ministros en el exilio declaró la guerra a Hungría y Bulgaria.
El país quedó pronto dividido. El mismo 18 de abril Hitler dio instrucciones para desmembrar el país entre sus aliados. La primera división se debió a la creación del NDH el 10 de abril. Este nuevo país incluía las antiguas regiones de Bosnia, Herzegovina, Croacia-Eslavonia y gran parte de Dalmacia. Italia se anexionó u ocupó el resto de Dalmacia, Eslovenia suroccidental, las islas de la costa dálmata, gran parte de Kosovo y Montenegro. Alemania se anexionó Eslovenia oriental. Las regiones antiguamente húngaras fueron devueltas a Hungría; Macedonia fue dividida entre Bulgaria y Albania, que —bajo ocupación italiana— obtuvo el noroeste de la región. El territorio serbio, fundamentalmente con las fronteras de 1912, quedó bajo ocupación militar conjunta germano-búlgara.
Con muy escasas bajas, la mayoría de las unidades motorizadas y blindadas empleadas en la invasión habían abandonado el país y ocupaban posiciones para la próxima campaña contra la Unión Soviética ya el 23 de abril. Por otro lado, numerosos soldados yugoslavos lograron no ser capturados y abundante armamento escapó a las confiscaciones de los vencedores. La falta de tiempo y de tropas de ocupación —veintidós divisiones italianas y cuatro alemanas— les impidió eliminar estos factores que facilitaron el surgimiento del intenso y complejo conflicto que asoló el territorio durante los siguientes cuatro años.